# Berlin (New York)
Berlin ist eine Town im Rensselaer County im US-Bundesstaat New York, etwa 32 km östlich von Albany. Das U.S. Census Bureau hat bei der Volkszählung 2020 eine Einwohnerzahl von 1.808 ermittelt.
Die Wirtschaft Berlins besteht im Wesentlichen aus einer Papiermühle sowie einigen Höfen, auf denen Milchwirtschaft betrieben wird. Außerdem stellt Berlin ein Naherholungsgebiet für die Bewohner von Albany, Troy und anderen Städten dar.

## Geographie
Der höchste Punkt ist der Berlin Mountain, 859 m über dem Meeresspiegel, nahe der Grenze zu Massachusetts in den Taconic Mountains. Die Taconic Mountains bilden eine Barriere im östlichen Teil der Stadt, deshalb verbindet keine Straße die Stadt mit Massachusetts.
Die östliche Stadtgrenze ist gleichzeitig die Grenze zu Massachusetts.

## Geschichte
Berlin wurde erst 1806 gegründet, obwohl das Tal des Little Hoosic River, in dem die Gemeinde liegt, bereits seit 1754 besiedelt war.